# アステーヤ
アステーヤ（サンスクリット語：अस्तेय）; IAST:Asteya) または、Achourya（サンスクリット語： अचौर्यः、IAST：Acauryaḥ）は「盗まないこと」を意味する言葉。 
ジャイナ教における美徳。 アステーヤの実践では、行為、言葉、思考を通じて他人の財産を盗んだり、盗む意図を持ったりしてはならない。  
アステーヤは、ヒンドゥー教とジャイナ教の5つのヤマの1つ。また、インド哲学における10の節制（徳の高い自制）の1つ。